# スプリング遊具
スプリング遊具（スプリングゆうぐ）とは、人が上に乗ってばねの力を利用して揺り動かしながら遊ぶ遊具。

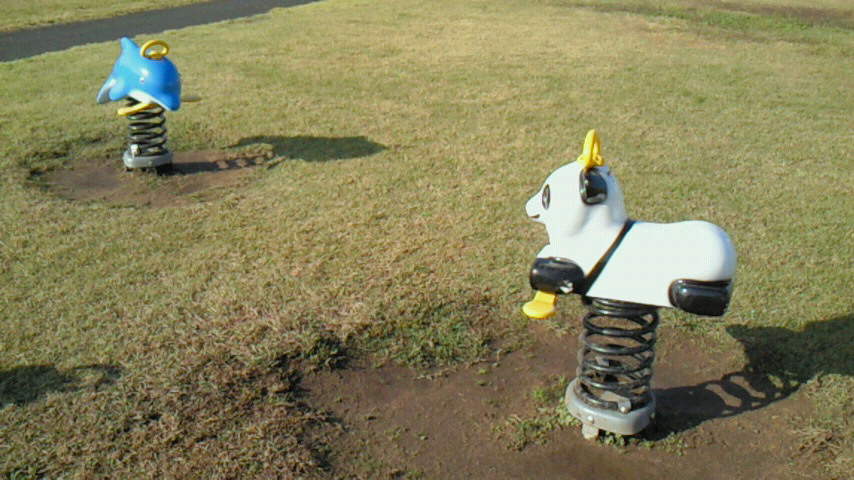
スプリング遊具

## 概要
- スプリング遊具は、プラスチックなどで動物を模した本体の下部に大型のばねが取り付けてあり、上に人が乗ってハンドルを握り上下前後左右に揺らして遊ぶ遊具である。
- 設置管理においては安全領域の確保や衝撃緩和措置などを講じるべきとされる[1]。
- スプリング遊具とシーソーと組み合わせた遊具として、腕木の両端にそれぞれ人が乗り足で弾みをつけながら上下動させると全体がゆっくり回転するモビールスがある[2]。
- 対象年齢は3〜6歳。想定を超えた荷重を加えた場合はスプリングが折損するおそれがある。